# Jeler
Jeler este numele dat în Evul Mediu țăranilor fără pământ sau cu pământ puțin din Transilvania, care munceau pe moșiile nobililor, dar care nu aveau regimul juridic al iobagilor. Jelerii mai purtau denumirile de contractualiști, curaliști sau taxaliști.
Conscripțiile dicale, care erau făcute pentru perceperea impozitului regal, luau ca bază de calcul „poarta” (sesia), indiferent de numărul familiilor care trăiau și gospodăreau o singură poartă. Acest obicei se baza pe dispoziția regilor angevini, încă din 1342, modificate in 1411 de către regele Sigismund de Luxemburg și apoi de regele Matia Corvinul 1467 și 1487, care a încercat să modifice darea regală în raport cu numărul familiilor. Potrivit acestor modificări, slugile și săracii erau scutiți de această taxă, în schimb jelerii, dacă dispuneau de pământ sau vii, erau și ei supuși impozitului regal.
Statutul orășenesc al localității Alba Iulia a dispus în 1741 ca evreii să aibă drept de locuire în oraș numai ca "jeleri", fără drept de cetățenie.
Astfel, de exemplu, în urma intimatului Consiliului Locumtenențial din 3 aprilie 1769, localitățile comitatului Bihor au fost împărțite în 4 clase, iar țăranii înscriși în tabelele urbariale au fost împărțiți în patru categorii:
- iobagi ereditari (în latină iobagiones[6]),
- de liberă migrațiune (denumiți și vagi, care erau o categorie de țărani care se deplasau dintr-un loc în altul pentru a-și câștiga cele necesare traiului.[7]),
- jeleri cu casă (în latină inquilini[6])
- jeleri  fără casă (în latină subinquilini.[6])

Într-un proiect de lege urbarială a elaborat în 1847 de nobilimea transilvană se prevedea, între alele că lucrătorii cunoscuți sub numele de jeleri (zileri), care aveau numai casă și o grădină, trebuiau să lucreze pentru boier 18 zile pe an. Cei care nu aveau nici căscioare, ci ședeau cu alții, urmau să lucreze câte 6 zile
Această prestație în muncă, denumită robotă în Transilvania, este echivalentă cu cea cunoscută sub denumirea de clacă în Țara Românească și boieresc în Moldova.
În urma Revoluției de la 1848 din Imperiul Austriac, în Transilvania, Dieta de la Cluj din iunie 1848 a desființat iobăgia și țăranii urmau sa devină proprietari pe pământurile urbariale ce le-au avut în folosință până atunci. Prin patentele imperiale din 1853 și 1854 a fost lărgit conținutul reformei din 1848, incluzându-se între țăranii cu drept de împroprietărire și țăranii jeleri, care nu deținuseră până atunci loturi. Aceștia își puteau răscumpăra îndatoririle față de nobili plătindu-le acestora valoarea prestațiilor la care erau obligați într-un an înmulțită cu 20. 